# Fosfato monocálcico
El fosfato monocálcico es un compuesto químico. Su fórmula química es Ca(H2PO4)2. Contiene iones de fosfato, calcio e hidrógeno.

## Propiedades
El fosfato monocálcico es un sólido incoloro. Se disuelve poco en agua, dando lugar a una solución ácida. 
El fosfato monocálcico tiende a transformarse en fosfato bicálcico:
Ca(H2PO4)2 → Ca(HPO4) + H3PO4

## Preparación
Se puede obtener a partir de la reacción del hidróxido de calcio con ácido fosfórico:
Ca(OH)2 + 2 H3PO4 → Ca(H2PO4)2 + 2 H2O

## Usos
Se utiliza en polvo de hornear. Cuando se disuelve en agua, produce una solución ácida que reacciona con el bicarbonato de sodio para producir dióxido de carbono. El dióxido de carbono lo hace subir. También se utiliza en fertilizantes.